# Enochian
Enochian je česká black metalová kapela založená v roce 1994 v Ostravě. Je pojmenována podle „andělského“ enochiánského jazyka, který zaznamenali v 16. století angličtí okultisté John Dee a Edward Kelley.
V roce 1995 vyšlo demo Satanic Ceremony a o rok později první studiové album s názvem Night Monumental Evil.

## Historie
Kapelu Enochian založili v roce 1994 v Ostravě zpěvák Midgard, kytarista Luciferious, bubeník Blackcount Baalberith a klávesistka Lilith. V roce 1995 vyšlo demo Satanic Ceremony, poté se členem kapely stal baskytarista Bloodlord. V roce 1996 vydává hudební vydavatelství Leviathan Records jejich debutové album pojmenované Night Monumental Evil. Album obsahuje mimo anglických textů se satanistickým zaměřením i texty v norštině o starogermánské mytologii a legendách. V roce 1997 vychází druhá regulérní deska Stormthrone a o rok později split CD s krajany Isacaarum. Dochází k personálním změnám a zvažuje se ukončení činnosti. V roce 2000 dostávají Enochian nabídku odehrát festival ve Štětíně společně s Dark Funeral, Behemoth a dalšími. Kapela začíná novou etapu v sestavě: Midgard – zpěv, Blackcount Baalberith – bicí, Bloodlord – baskytara, Navar (ex-Ritual) – kytara a Marbuel – klávesy. V tomto složení následují další koncerty s Ancient, Asgard, Root, atd.
V roce 2002 vychází po dalších personálních změnách EP Resurrection of Evil, na pozici zpěváka se představil Baron Asmodeus a na postu kytaristy Svargot z Memorie.

## Diskografie
Dema
- Satanic Ceremony (1995)

Studiová alba
- Night Monumental Evil (1996)
- Stormthrone (1997)
- Eternal Darkness (2006)

EP
- Resurrection of Evil (2002)

Kompilace
- Black Horns of Bohemia (1995) – various artists kompilace

Split nahrávky
- Satanic Ceremony / For Blood Is Life... (1998) – split CD společně s kapelou Isacaarum